# Gastronomía tarmeña
La Cocina de Tarma se refiere al conjunto de platos típicos de la Provincia de Tarma, situada en el Departamento de Junín, Perú. Esta gastronomía presenta una variedad de platos producto del mestizaje y fusión de su tradición preincaica, incaica, prehispánica y republicana. El legado de la cultura Taruma o Tarama como la Pachamanca, Siete Chupes y otros.

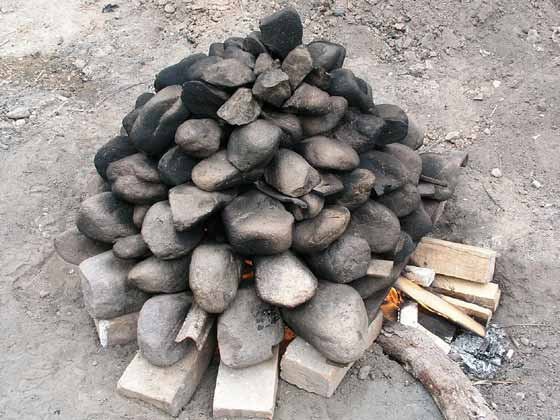
Pachapiedras.

La gastronomía tarmeña es reconocida por el Chupe preparado con siete yerbas naturales de esa ciudad, también como la Pachamanca y el Manjar son símbolos del arte culinario de tarmeño. Patasca, Patache, Trucha con Racacha, Sopa de trigo con charqui, Sopa de olluco, Papasopa, Yacusopa, Pipián de maíz, Tortilla de chuño, Ajiaco de olluco, Picante de cuy, Charqui tostado acompañado con papa sancochada, cancha, huevo sancochado y uchu, etc. En lo que es postres y desayunos se encuentran Mazamorra de tocosh, Mazamorra de calabaza, Mazamorra de caya y  Mazamorra de Chuño; Humitas; Quinua, Maca, Kiwicha, Máchica  y Siete semillas y por último están las bebidas como Chicha morada, Chicha de jora, té de coca y té de muña.